# In flight
In flight is het tweede studioalbum van Damanek, muziekgroep rondom Guy Manning. Geconstateerd werd dat de invloed van Sean Timms groter was geworden; het werd daarbij een samenhangender album. Bij het eerste album werd hij nog tijdens de opnamen bandlid, bij dit album deed hij vanaf het begin mee. Het album is opnieuw gestoken in een hoes van Tony Lythgoe; een landschap in vogelvlucht. Ter promotie maakte Damanek een tournee waarbij ook Nederland aangedaan werd (Zoetermeer, Cultuurpodium Boerderij, 24 november 2018).

## Musici
- Guy Manning – zang, toetsinstrumenten, bouzouki, mandoline, akoestische gitaar, basgitaar, percussie
- Dan Mash – basgitaar
- Marek Arnold – saxofoons
- Sean Timms – toetsinstrumenten, zang, gitaar

Met
- Brady Thomas Green (uit Southern Empire)– drumstel
- Luke Machin (uit The Tangent) – elektrisch gitaar (tracks 1, 2, 4 en 5)
- Antonio Vittozi – elektrische gitaar (track 3)
- Tzan Niko – elektrische gitaar (track 6)
- Raf Azaria – viool, (track 5)
- DavidB, Julie King, Kevin Currie – achtergrondzang
- The Gospa Collective and Jones Commentary Choir

## Muziek
Alle muziek en teksten van Guy Manning, arrangementen van Manning en Timms

| Nr. | Titel                                     | Duur  |
| --- | ----------------------------------------- | ----- |
| 1.  | Ragusa                                    | 5:17  |
| 2.  | Skyboat                                   | 5:47  |
| 3.  | The crawler                               | 8:50  |
| 4.  | Moon-catcher (Heaven song part 2)         | 4:38  |
| 5.  | The crossing                              | 7:10  |
| 6.  | Big eastern (part 1; Cruel skies)         | 12:02 |
| 7.  | Big eastern (part 2: The shaking earth)   | 10:35 |
| 8.  | Big eastern (part 3: A life in Chinatown) | 7:04  |